# Henri Deterding

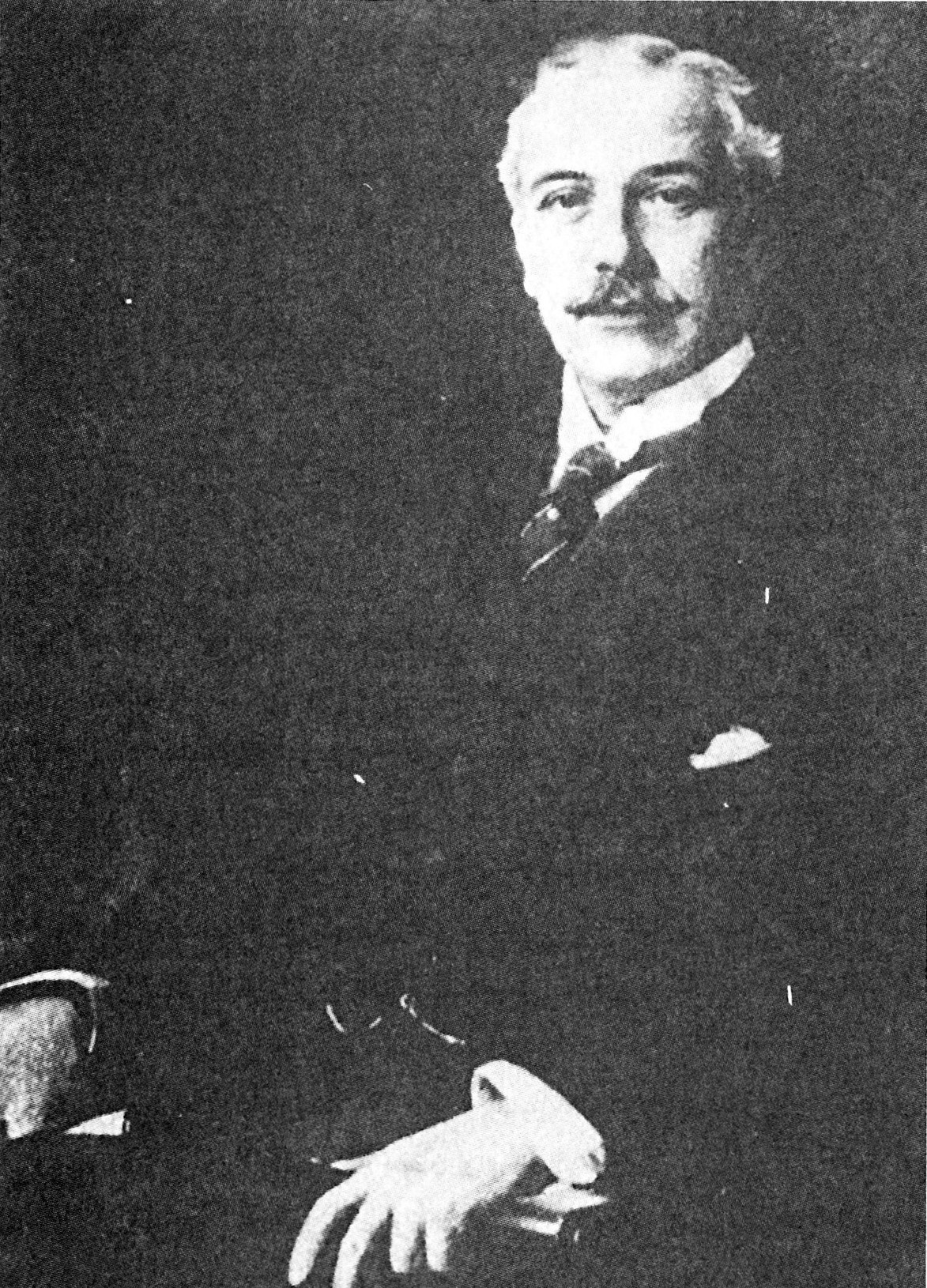
Henri Deterding.

Henri Wilhelm August Deterding, född 19 april 1866 i Amsterdam, död 4 februari 1939 i St Moritz, var en nederländsk oljemagnat, även kallad "Napoleon of Oil".
Deterding var först banktjänsteman i Batavia men anställdes 1901 som generaldirekör för det 1890 grundade Royal Dutch Oil Company, som hade till syfte att utvinna bergolja på Sumatra med flera av Sundaöarna. Detta bolag började 1902 samarbeta med sin konkurrent, det brittiska Shell company, och 1907 sammanslogs de till en concern, Royal Dutch Shell, som lyckades förvärva oljefyndigheter i USA, Mexiko, Venezuela, Ryssland under hård konkurrens om produktionsområdena och världsmarknaden med Standard Oil, och senare även med det sovjetiska Nafta-syndikatet. Deterding, som under första världskriget blev brittisk medborgare och 1920 adlades, var en genialisk organisatör och affärsman.